# Parafia Najświętszego Serca Pana Jezusa w Grodzisku Wielkopolskim
Parafia Najświętszego Serca Pana Jezusa w Grodzisku Wielkopolskim – parafia rzymskokatolicka należąca do dekanatu grodziskiego archidiecezji poznańskiej. Została utworzona 15 kwietnia 1980 roku. Kościół parafialny poewangelicki został wybudowany w latach 1904–1905. Siedziba parafii mieści się przy ulicy Powstańców Chocieszyńskich 16, natomiast świątynia znajduje się na pl. Powstańców Wielkopolskich.